# Iwona Szymik
Iwona Szymik, z domu Niedobecka (ur. 3 lutego 1981) – polska koszykarka, występująca na pozycji silnej skrzydłowej, dwukrotna mistrzyni Polski, po zakończeniu kariery zawodniczej trenerka koszykarska.
W styczniu 2004 przeszła operację rekonstrukcji więzadła krzyżowego metodą artroskopową. Do gry powróciła w 2006. 
W 2009 powróciła po rocznej przerwie macierzyńskiej do zespołu AZS AWF Katowice.

## Osiągnięcia

### Drużynowe
- Mistrzyni :
  - Polski (2002, 2003)[3]
  - I ligi (2007)[4]

### Trenerskie
- Mistrzostwo Śląska U–13 dziewcząt (2022)[5]